# Йейтс, Саймон (альпинист)
Саймон Йейтс (англ. Simon Yates, род. 1963, Крофт, Лестершир) — британский альпинист, путешественник и писатель. Наибольшую известность получил за первое успешное восхождение в 1985 году в связке с Джо Симпсоном по Западной стене на вершину Сиула-Гранде в Перуанских Андах.

## Краткая биография
Саймон Йетс родился в 1963 году в Крофте — небольшой деревушке в Лестершире. Учился в Шеффилдском университете на биохимика.
С его собственных слов страсть к альпинизму в нём зародилась ещё во время обучения в школе, начало которой положила поездка в Озёрный край, где один из инструкторов предложил нескольким ребятам полазать по скалам. «Я поднял руку, и хотя тогда я этого не знал, но это решение определило весь ход моей дальнейшей жизни».
В 1984 году Саймон познакомился в Шамони с британским альпинистом Джо Симпсоном, где оба занимались скалолазанием, и запланировали совместную экспедицию в Перуанские Анды на 1985 год, целью которой было восхождение по ранее не пройденной Западной стене Сиула-Гранде (6356 м). Несмотря на отсутствие у обоих должного опыта высотных технических восхождений, Симпсону и Йейтсу удалось осуществить задуманное, однако при спуске по более простому гребневому маршруту Симпсон получил травму ноги и не мог более передвигаться самостоятельно. Йейтс спускал травмированного товарища на верёвке более 1000 метров по высоте, однако на одном из участков альпинисты во тьме ошиблись с выбором оптимального маршрута спуска и Симпсон завис на высоте. Йейтс не мог вытащить Симпсона обратно и сам находился на грани срыва со склона. В отсутствие какого-либо контакта с партнёром он, в итоге, через час ожидания перерезал связывавшую их веревку.
После спуска к месту предполагаемого падения Джо, Саймон не смог найти его тела и спустился в базовый лагерь. Симпсону удалось выжить и через три дня доползти до базового лагеря.
События, произошедшие на горе, позже были описаны Симпсоном в книге «Касаясь пустоты» (в соавторстве с Йейтсом), которая ещё позже была экранизирована режиссёром Кевином Макдональдом. Фильм получил награду национальной кинопремии BAFTA, а The Guardian назвал его «самым успешным документальным фильмом в истории Великобритании».
По возвращении на родину Саймон Йейтс подвергся критике со стороны альпинистского сообщества за свои действия, однако Симпсон впоследствии не раз высказывался в его защиту. Он постоянно утверждал, что его партнер спас ему жизнь, и что он тоже перерезал бы веревку, если бы оказался на его месте. По словам самого Саймона, главными критиканами были в основном «сварливые старики» из Фонда Эвереста, оторванные от реалий современного альпинизма, и привыкшие совершать восхождения "взводом". По словам Йетса, современные альпинисты поддерживали его, понимая риск при попытке спасти травмированного Джо.
Так или иначе, Йейтс, по мнению некоторых журналистов, 20 лет прожил под ярлыком «человека, перерезавшего веревку».
После экспедиции 1985 года Саймон Йейтс неоднократно предпринимал участие в многочисленных альпинистских экспедициях, хотя с Джо Симпсоном они больше не пересекались, за исключением съемок «Касаясь пустоты». Он совершил восхождение на пик Лайла, принял участие в первом британском восхождении на Хан-Тенгри, восхождениях на большие стены в Патагонии и на Баффиновой земле, а также прошел новый маршрут по Центральной башне Cordillera Paine в Чили.
Йейтс стал автором нескольких книг о своих восхождениях: The Wild Within (2012), Against The Wall (1997), Flame Of Adventure (2001).
Стал руководителем собственной компании Mountain Dream по организации горных путешествий в Непале начального уровня.